# الحفناوية
قرية الحفناوية هي إحدى القرى التابعة لمركز نجع حمادى في محافظة قنا في جمهورية مصر العربية. حسب إحصاءات سنة 2006، بلغ إجمالي السكان في الحفناوية 4560 نسمة، منهم 2314 رجل و2246 امرأة.